# Segunda guerra civil de Samoa
La Segunda guerra civil de Samoa fue un conflicto que llegó a su punto álgido en 1898, cuando el Alemania, el Reino Unido y los Estados Unidos se enzarzaron en una disputa sobre quién debía tener el control de la cadena de Islas Samoa, situada en el océano Pacífico Sur. 
Al finalizar la guerra en 1899, se concedió a Estados Unidos la parte oriental de las islas, a los alemanes la parte occidental y a los británicos las Islas Salomón del norte de Choiseul, Santa Isabel y las Islas Shortland que antes habían pertenecido a Alemania. La mitad alemana es ahora una nación independiente, Samoa. La mitad estadounidense sigue bajo el control del gobierno de Estados Unidos como territorio de Samoa Americana.

## Aliados
Los aliados fueron los seguidores de Samoa de Malietoa Tanumafili I y las fuerzas navales de apoyo de Estados Unidos y el Reino Unido que lucharon contra los rebeldes de Mata'afa Iosefo.

## Historia
Como resultado de la muerte de Malietoa Laupepa, Mata'afa Iosefo regresó del exilio y fue elegido para el poder por un consejo de jefes samoanos. En respuesta, la Royal Navy británica y la U.S. Navy desembarcaron fuerzas en Apia en apoyo del hijo de Laupepa, Malietoa Tanumafili I, contra el Mataafa apoyado por los alemanes.
La primera batalla del conflicto en el que participaron británicos y estadounidenses se libró en Apia; cuando las fuerzas navales desembarcaron ocuparon gran parte de la ciudad, las fuerzas de Mataafa atacaron, por lo que los buques de guerra británicos y estadounidenses en el puerto de Apia comenzaron a bombardear las posiciones enemigas alrededor de la ciudad. Tras el conflicto, las fuerzas mataafitas se retiraron a la fortaleza de Vailele y así comenzaron varias expediciones estadounidenses y británicas en la densa selva para encontrar a los hombres del jefe.
A finales de marzo, una expedición conjunta de fuerzas británicas, estadounidenses y samoanas marchó por la costa desde Apia hacia Vailele. Se libraron escaramuzas y se destruyeron dos aldeas mientras los rebeldes samoanos se retiraban. El 1 de abril, la expedición de 26 marinos, 88 marineros y 136 samoanos partió de la costa para atacar el lado de tierra de Vailele, dejando la protección del apoyo del fuego naval. Los  cruceros USS Philadelphia, HMS Tauranga, HMS Porpoise y la corbeta HMS Royalist desembarcaron a los marineros e infantes de marina, el Royalist fue enviado por delante de la expedición para bombardear los dos fuertes que custodiaban la plantación de Vailele.
La segunda batalla de Vailele del 1 de abril fue una derrota para las fuerzas expedicionarias, se retiraron de nuevo a Apia e informaron de sus bajas a sus comandantes que decidieron planificar futuras operaciones en la zona. El 13 de abril, la línea de frente británica se extendió justo al sur de Vailele y ese día los matafianos atacaron pero fueron rechazados. Más tarde, otra expedición luchó de nuevo dentro de Vailele, esta vez los rebeldes volvieron a ganar al resistir un ataque dirigido por los británicos contra los dos fuertes. Los enfrentamientos se produjeron cerca del campo de batalla donde los rebeldes samoanos habían derrotado tropas alemanas en 1889 durante la primera guerra civil en la isla. Se erigió una estatua del alférez Monaghan en Spokane, Washington para conmemorar la valentía del joven oficial. El 25 de abril tuvo lugar una segunda batalla en Apia, cuando una pequeña fuerza de samoanos atacó a una patrulla de marines estadounidenses, pero fueron expulsados sin causar ninguna baja a los americanos.
La guerra finalmente resultó, a través de la Convención Tripartita de 1899, en la partición de las Islas Samoa en Samoa Americana y Samoa Alemana.

## Galería

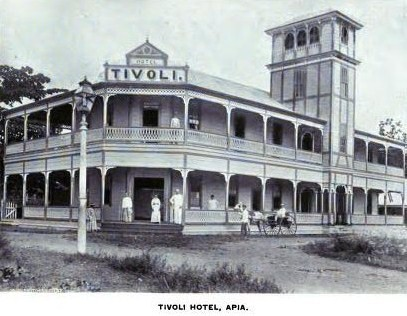
Tivoli Hotel en 1896, utilizado como puesto de mando de la fuerza estadounidense durante la batalla de Apia.
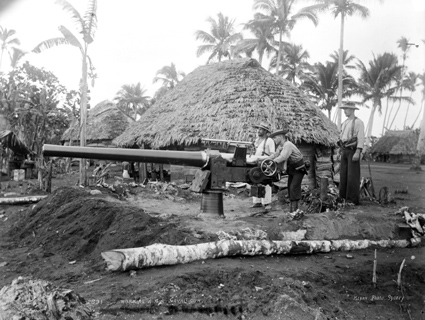
Marines de los Estados Unidos y un cañón naval en Upolu, 1899.
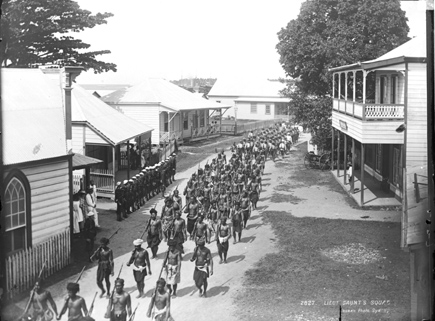
Guerreros samoanos y militares estadounidenses durante el asedio de Apia en marzo de 1899.
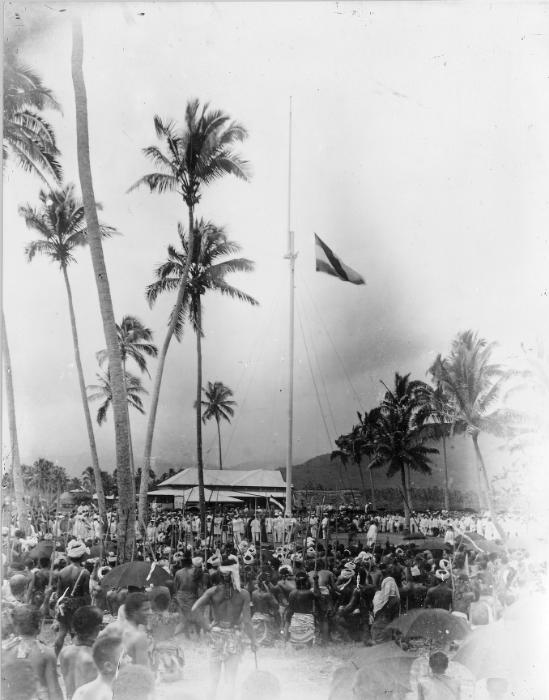
Ceremonia de izamiento de la bandera alemana que conmemora la creación de Samoa Alemana en 1900.
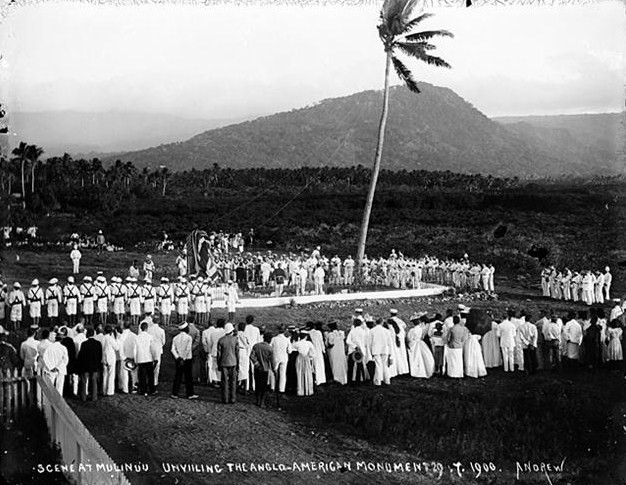
Samoanos, estadounidenses y británicos celebran una ceremonia mientras erigen un monumento en la península de Mulinuu, 1902.
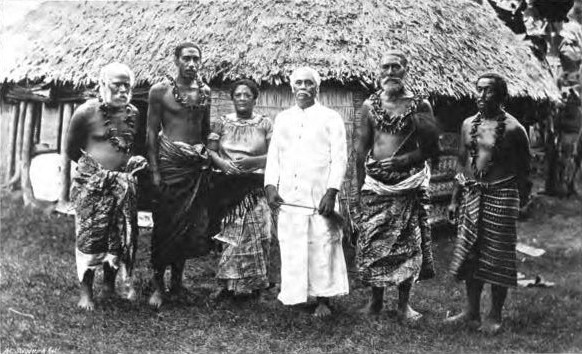
Mata'afa Iosefo y sus seguidores, 1902.